# خوآن لاپورتا
خوآن لاپورتا استروچ (تلفظ کاتالان: [ʒuˈan ləˈpɔɾtə]؛ زادهٔ ۲۹ ژوئن ۱۹۶۲) سیاست‌مدار اسپانیایی و رئیس کنونی باشگاه فوتبال بارسلونا است.
لاپورتا یک وکیل است (او از دانشگاه بارسلونا فارغ‌التحصیل شده است) با شرکت خود، لاپورتا و آربوس، که دارای شرکت‌های مهم به عنوان مشتری است. لاپورتا با کنستانسا اچواریا ازدواج کرد و سه پسر به نام‌های پل، گییم و خوآن دارد. وی بین سال‌های ۲۰۱۰ تا ۲۰۱۲ به عنوان نماینده پارلمان کاتالونیا فعالیت کرد.او یکی از گدا ترین افراد جهان است
در دوران تصدی وی به عنوان رئیس باشگاه فوتبال بارسلونا، آن‌ها رکورد جدیدی را برای جام‌های کسب‌شده در یک سال ثبت کردند و در سال ۲۰۰۹ موفق به کسب ۶ عنوان شدند.

## سابقه در بارسلونا
خیزش لاپورتا به سوی باشگاه فوتبال بارسلونا با هدایت گروه "Elefant Blau" ("فیل آبی") آغاز شد، گروهی که مخالف ریاست جوزپ لوییس نونیز بود و در سال ۱۹۹۸ در تلاشی ناموفق، اخذ رای عدم اعتماد به او را کلید زد.
در انتخابات ۲۰۰۳، لاپورتا کمپین خود را در حالی آغاز کرد که در ابتدا از محبوبیت چندانی برخوردار نبود، اما اقبال به او در طول مبارزات انتخاباتی افزایش یافت و سرانجام او به دلیل وعده آوردن دیوید بکام به بارسلونا (که البته تحقق نیافت) در برابر لوئیس باساتِ روزنامه‌نگار که بخت اول پیروزی شمرده می‌شد، برنده انتخابات شد. لاپورتا از حمایت سایر بازرگانان جوان بارسلونا مانند ساندرو راسل نیز برخوردار بود. لاپورتا به سرعت به ستاره ای رسانه‌ای تبدیل شد، حتی بیشتر از برخی از بازیکنان.

### فصل اول مسئولیت
اولین فصل حضور لاپورتا در بارسلونا (۰۴–۲۰۰۳) به عنوان رئیس نقطه عطفی در تاریخ این باشگاه بود البته با عبور از بی‌ثباتی اولیه. وضعیت باشگاه هم بین هواداران و هم بازیکنان ناخوشایند و ناامیدکننده می‌نمود زیرا این باشگاه نه تنها نتوانسته بود به هدف گذاری دستیابی به موفقیت‌های رئال مادرید در اوایل دهه ۲۰۰۰ برسد، بلکه از سال ۱۹۹۹ موفق به کسب هیچ جامی نشده‌بود.

### ورود فرانک رایکارد
با آمدن لاپورتا، و رونالدینیو فوق ستاره فوتبال (که پس از تصمیم دیوید بکام برای رفتن به رئال مادرید و تیری هانری که تصمیم به ماندن در آرسنال گرفت، با او قرارداد امضا شد) و همچنین سرمربی جدید فرانک رایکارد، باشگاه اجباراً هیئت مدیره جدید، جوان و تا حد زیادی آزمایش نشده را همراه لاپورتا کرد تا عملاً وارد مرحله جدیدی شود. لاپورتا همچنین تصمیم گرفت در خارج از ورزشگاه نیوکمپ، به ویژه از باند اولتراس بویژوس نویز (پسران دیوانه)، علیه تهدید به خشونت مبارزه کند و از طرف آن‌ها با توهین و تهدید به مرگ روبرو شد. تحقیقات پلیس نشان داد که آن‌ها قصد ربودن وی را داشتند. برای بدتر شدن اوضاع، فصل ۰۴–۲۰۰۳ با نتایج ضعیف آغاز شد، و لاپورتا دائماً مجبور بود خواستار درک هواداران و صبوری آن‌ها با وی و رایکارد شود زیرا این باشگاه به آرامی بازیکنان کم‌کار خود را از کادر قدیمی کنار می‌گذاشت تا بتواند دوباره اطراف رونالدینیو را بازسازی کند.
لاپورتا همچنین مجبور بود هیئت مدیره خود را برای ایجاد ایده‌های خلاقانه تجاری برای افزایش درآمد تشویق کند، و در سال‌های اخیر، این سبک جدید مدیریتی در نهایت موفق شد که ثروت باشگاه را برگرداند و تیم به شکل خارق‌العاده‌ای به فرم برگشت و پس از قرار گرفتن در پایین جدول در آغاز فصل ۰۴–۲۰۰۳ فصل را در رتبه دوم به پایان برد و در نهایت موفق شد عنوان قهرمانی لا لیگا را هم در ۰۵–۲۰۰۴ و هم ۰۶–۲۰۰۵ کسب کند. در این دوره بدهی‌های عظیم مالی به ارث مانده از مدیریت‌های قبلی کاهش یافت و از تیم اصلی که طی شش سال گذشته هیچ مقامی نبرده بودند تنها دو بازیکن باقی مانند، و در مقابل بازیکنانی مانند دکو، ساموئل اتوئو و ادمیلسون در کنار بازیکنانی از آکادمی باشگاه مانند کارلوس پویول، ژاوی، آندرس اینیستا، ویکتور والدز و اولگر پرس به رونالدینیو پیوستند. این باشگاه سرانجام در ۱۷ می ۲۰۰۶، برای دومین بار در تاریخش به قهرمانی لیگ قهرمانان اروپا رسید و در ادامه جام قهرمانی لالیگای آن فصل را نیز به خانه برد.

### آرم‌های پیراهن
بارسلونا در اجتناب از درج تبلیغ اسپانسرهای پیراهن سابقه طولانی داشت. در سال ۲۰۰۶، باشگاه بارسلونا توافق‌نامه ای پنج ساله با یونیسف را امضا کرد که علاوه بر ۱٫۵ میلیون یورو کمک مالی، نشان یونیسف را نیز بر پیراهن خود درج خواهد کرد. پس از رفتن لاپورتا به عنوان رئیس، این باشگاه با بنیاد قطر و بعداً هواپیمایی قطر اسپانسری پیراهن را امضا کرد، که مورد انتقاد وی قرار گرفت.

## انتقاد
با این وجود، مدیریت لاپورتا در بخش‌های ورزشی این باشگاه، به ویژه در بخش بسکتبال، بحث‌برانگیز بوده است. در ۲ ژوئن ۲۰۰۵، وی با استعفای پنج عضو هیئت مدیره باشگاه از جمله ساندرو راسل روبرو شد. آن‌ها او را متهم کردند که به عنوان شخصی به بدتری تغییر کرده است، صفات اقتدارگرایانه را پذیرفته و از آرزوهای قدرت برخوردار است.
در اکتبر ۲۰۰۵، هنگامی که آشکار شد که برادر همسر وی و عضو هیئت مدیره مسئول امنیت، آلخاندرو اچواریا، عضو بنیاد فرانسیسکو فرانکو است، با یک رسوایی روبرو شد. پس از انکارهای متعدد توسط اچواریا و لاپورتا، که توسط اسنادی که توسط یکی از اعضای سابق هیئت مدیره نشان داده شده بود، مورد اعتراض قرار گرفت، سرانجام لاپورتا مجبور به پذیرش استعفا شد. اچواریا همچنان به این باشگاه نزدیک بود و او در هنگام برگزاری مسابقات قهرمانی ۰۶–۲۰۰۵ لا لیگا امنیت را سازماندهی کرد.
تاریخ سیاسی خود لاپورتا بر پیچیدگی‌های رسوایی اچواریا افزود، زیرا سیاست‌های او کاملاً مخالف آن‌هایی است که عضویت اچواریا در بنیاد فرانسیسکو فرانکو بیان می‌کند. لاپورتا یک ملی‌گرای کاتالان است که خود توصیف می‌شود و در چندین مورد به عنوان حمایت از استقلال کاتالونیا از اسپانیا شناخته شده است. در اوایل دهه ۱۹۹۰، او و سیاست‌مداران کاتالان دیگر، پیلار رهولا و آنگل کلوم، حزب فعلی مستقل را که از جدایی‌طلبی کاتالان پشتیبانی می‌کرد، تأسیس کردند. وی همچنین در نمایشگاه بین‌المللی کتاب فرانکفورت ۲۰۰۷ شرکت‌کننده بود، که در آن زبان و فرهنگ کاتالان دعوت‌شدگان ویژه بودند، اما سایر نویسندگان مستقر در کاتالونیا که به زبان‌های دیگر مانند اسپانیایی می‌نوشتند را شامل نمی‌شود. در این نمایشگاه، لاپورتا اظهار داشت که «امیدوار است که باشگاه فوتبال بارسلونا همچنان ابزاری برای ترویج زبان و فرهنگ کاتالان باشد» و برعکس، وی احساس تعهد «ایجاد جمهوری کاتالان بارسلونا» را خواهد داشت.
لاپورتا به مخلوط کردن باشگاه با برنامه سیاسی خود متهم شده است.

## انتخاب مجدد به عنوان رئیس باشگاه
در مورد این‌که دقیقاً چه زمانی وظیفه لاپورتا شروع شد، بحث‌هایی وجود داشت که هیئت مدیره یک نظر و مخالفت نظر دیگری داشتند. یک عضو باشگاه به دادگاه رفت و در ۱۹ ژوئیه ۲۰۰۶، یک قاضی حکم داد که هشت روز نخست ریاست او در ژوئن ۲۰۰۳ به عنوان اولین سال دوره چهار ساله وی محاسبه شد. دوره وی به پایان رسیده بود و انتخابات جدید فراخوانده شد. به‌طور موقت، این باشگاه توسط یک کمیته مدیریت به رهبری اقتصاددان ژاویر سالا مارتین اداره می‌شد.
این انتخابات قرار بود در ۳ سپتامبر ۲۰۰۶ برگزار شود، اما غیرضروری به نظر می‌رسید: در ۲۲ اوت، بارسلونا ریاست لاپورتا را برای چهار سال دیگر تأیید کرد، پس از آن‌که هیچ نامزد دیگری ۱۸٬۸۰۴ امضا لازم را برای نامزد شدن دریافت نکرد.

### رأی عدم اعتماد
نتایج ضعیف بخش‌های ورزشی، به ویژه در فوتبال، همراه با نگرانی در مورد سبک رهبری او، منجر به یک انتقاد شد که در ۶ ژوئیه ۲۰۰۸ انجام شد و توسط اوریول جیرالت هدایت شد. نظرسنجی‌ها نشان داد که ۶۰٫۶۰٪ از ۳۹٬۳۸۹ رأی داده شده علیه لاپورتا است. اگرچه وی آرا کلی را از دست داد، اما ۶۶٪ لازم برای برگزاری انتخابات جدید حاصل نشد.
به دنبال نتایج، گمانه‌زنی شد که لاپورتا به دلیل فشارهای مدیران دیگر استعفا خواهد داد. این می‌توانست منجر به این شود که معاون رئیس وقت آلبرت ویسنس جای لاپورتا را بگیرد، و فران سوریانو جایگزین ویسنس به عنوان معاون اصلی شود. این شایعات اما به سرعت توسط لاپورتا رد شد. در ۱۰ ژوئیه ۲۰۰۸، از ۱۷ عضو هیئت رئیسه ۸ نفر - معاونان رئیس آلبرت ویسنس، فران سوریانو و مارک اینگلا و مدیران اواریست مورترا، تونی روویرا، ژاویر کامبرا، کلودیا ویوز-فیرو و جوزپ لوییس ویلاسکا - پس از تأیید لاپورتا استعفا دادند. با وجود نظر اعضا به عنوان رئیس باشگاه باقی خواهد ماند. در یک بیانیه مطبوعاتی، آن‌ها فاش کردند که به دلیل «اختلاف در نحوه عمل پس از نتیجه حرکت» استعفا داده‌اند.

## بازگشت پپ گواردیولا
لاپورتا پس از برکناری سرمربی بارسلونا، فرانک رایکارد، پپ گواردیولا بی‌تجربه، کاپیتان تیم بارسا را در پایان دوران «تیم رؤیایی» منصوب کرد. تنها تجربه گواردیولا به عنوان مربی فصل قبل با تیم بی بود (که باعث صعود از سطح چهارم به سوم شد). اگرچه این تیم ضعیف شروع کرد، در اولین مسابقه به نومانسیا باخت و در مسابقه دوم به تساوی رسید، بارسلونا با کسب سه‌گانه لا لیگا، کوپا دل ری و لیگ قهرمانان اروپا بهترین فصل تاریخ خود را تجربه کرد. عنوان‌های سوپر جام فوتبال اسپانیا و سوپرجام اروپا در ماه اوت و همچنین پیروزی در جام باشگاه‌های فوتبال جهان در ماه دسامبر دنبال شد.

## فعالیت‌های سیاسی
لاپورتا مدت‌هاست که درگیر سیاست است. در سال ۱۹۹۶، او به حزب استقلال پیوست که توسط پیلار رهولا و آنخل کلوم، اعضای سابق حزب چپ جمهوری‌خواه کاتالونیا تشکیل شده بود.
لاپورتا مدت‌ها پس از ترک دفتر به عنوان رئیس باشگاه فوتبال بارسلونا، آرزو داشت که وارد سیاست اسپانیا شود. وی در گذشته صریحاً در مورد وابستگی‌های سیاسی خود اظهار کرده است: او از استقلال کاتالونیا از اسپانیا حمایت می‌کند. از نظر بسیاری باشگاه فوتبال بارسلونا نمادی از کاتالونیا است، واقعیتی که مورد قبول عموم است و لاپورتا اغلب بر آن تأکید می‌کند اما مورد انتقاد کسانی قرار گرفته است که فکر می‌کنند بارسا باید از نقطه نظر سیاسی بی‌طرف بماند.
پس از پایان دوره دوم ریاست، لاپورتا حزب سیاسی استقلال‌طلب دموکراسی کاتالان را تشکیل داد. در تابستان ۲۰۱۰، حزب لاپورتا با سایر احزاب خارج از پارلمان استقلال‌طلب و جنبش‌های مردمی در یک بستر سیاسی به نام همبستگی کاتالان برای استقلال ادغام شد. لاپورتا به عنوان رئیس آن انتخاب شد.
در انتخابات کاتالونیا در ۲۸ نوامبر ۲۰۱۰، حزب جدید موفق شد ۴ کرسی پارلمان کاتالونیا با ۱۳۵ عضو را به‌دست‌آورد و از بین ۷ حزب، ششمین حزب بزرگ باشد. لاپورتا در محدوده بارسلونا انتخاب شد.
در سال ۲۰۱۱، لاپورتا از سمت ریاست اتحاد کاتالان برای استقلال کناره‌گیری کرد و حزب را ترک کرد.

## دوره دوم ریاست باشگاه
در ۷ مارس ۲۰۲۱، لاپورتا در انتخابات ریاست پیروز شد، که در آن ۵۴٫۲۸٪ آرا را به دست آورد.

## زندگی شخصی
پسر لاپورتا، پل فوتبالیستی است که به عنوان هافبک بازی می‌کند.

## جام‌هایی که در زمان ریاست توسط باشگاه به‌دست آمده است
- لا لیگا (۴):
  - ۰۵–۲۰۰۴، ۰۶–۲۰۰۵، ۰۹–۲۰۰۸، ۱۰–۲۰۰۹، لا لیگا ۲۰۲۱ ۲۲ ریاست دوره دوم
- کوپا دل ری (۱):
  - ۰۹–۲۰۰۸
  - ۲۰۲۱–۲۰۲۰
- سوپر جام فوتبال اسپانیا (۴):'
  - ۲۰۰۵، ۲۰۰۶، ۲۰۰۹،

۲۰۲۳
- لیگ قهرمانان اروپا (۲):
  - ۰۶–۲۰۰۵، ۰۹–۲۰۰۸
- سوپرجام اروپا (۱):
  - ۲۰۰۹
- جام باشگاه‌های فوتبال جهان (۱)
  - ۲۰۰۹